# Oratorio di San Giovanni (Scrofiano)
L'oratorio di San Giovanni si trova a circa un chilometro di distanza dal paese di Scrofiano nel comune di Sinalunga, in provincia di Siena.

## Descrizione
Della sua origine non si hanno documenti certi, mentre al XVI secolo risale una sua restaurazione ad opera del rettore della Collegiata di San Biagio, da cui l'oratorio fu alienato nel 1778. Fino al 1923, data in cui il proprietario lo riaprì al culto, l'edificio religioso fu adibito a rimessa per attrezzi agricoli. Presenta una semplice struttura a capanna e conserva al suo interno un affresco estratto dalla parete originaria e riposto su un supporto: ha una forma a trittico a imitazione delle tavole senesi a sfondo dorato ed è fatto risalire alla seconda metà del XIV secolo, suggerendone l'attribuzione ad Andrea di Bartolo.